# Meir Majerowicz

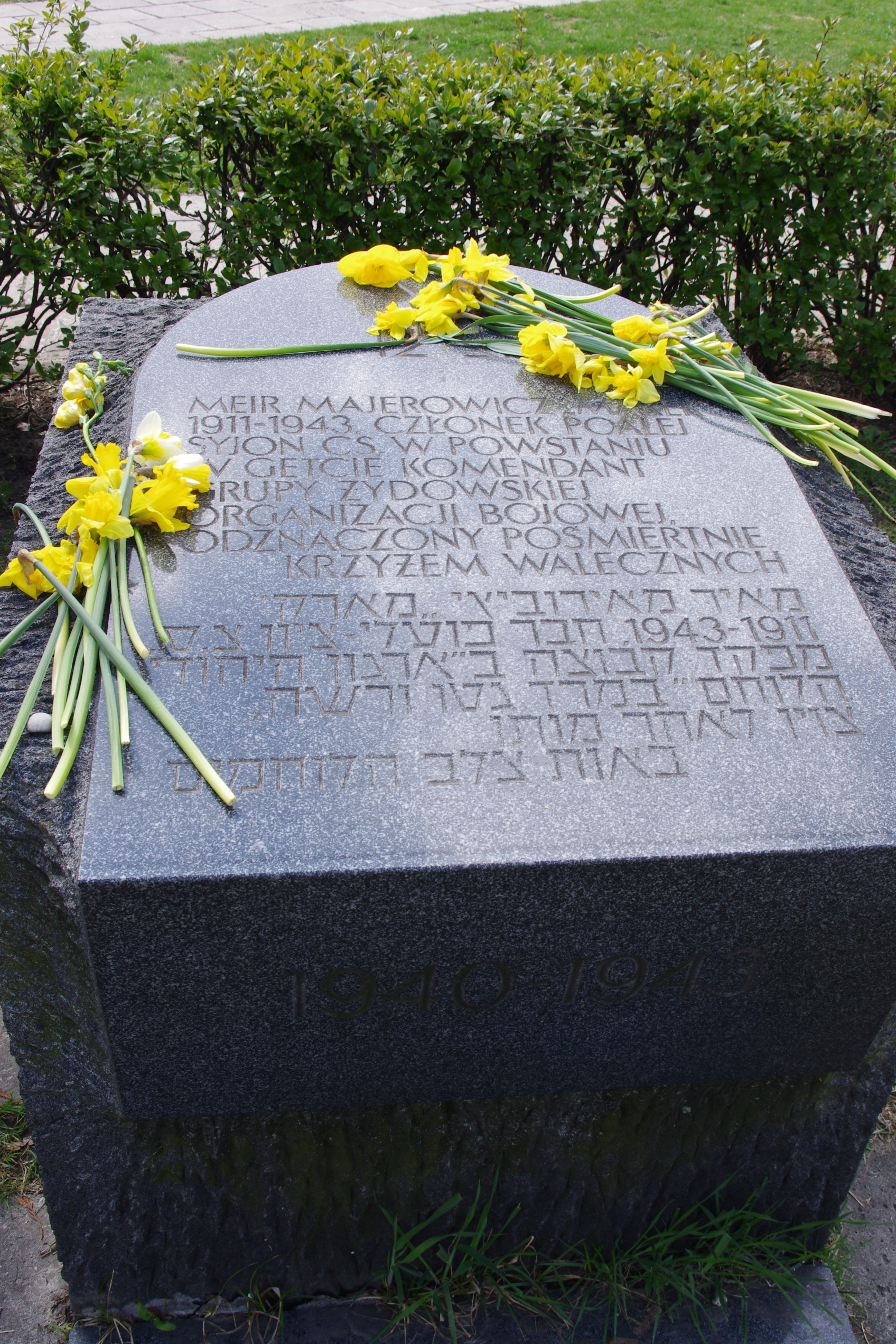
Kamienny blok Traktu Pamięci Męczeństwa i Walki Żydów upamiętniający Meira Majerowicza przy ul. Dubois w Warszawie

Meir Majerowicz ps. Marek (ur. 1911, zm. 1943) – członek żydowskiej organizacji Poalej Syjon. Uczestnik powstania w getcie warszawskim, gdzie był dowódcą grupy ŻOB. 
Poległ po powstaniu, po stronie aryjskiej. Pośmiertnie odznaczony Krzyżem Walecznych.
Został upamiętniony na jednym z kamiennych bloków warszawskiego Traktu Pamięci Męczeństwa i Walki Żydów znajdującym się przy ulicy Dubois.